# 루나 (1979년 영화)
루나(La Luna, Luna)는 이탈리아에서 제작된 베르나르도 베르톨루치 감독의 1979년 영화이다. 질 클레이버그 등이 주연으로 출연하였고 지오바니 베르톨루치 등이 제작에 참여하였다.

## 출연

### 주연
- 질 클레이버그
- 매튜 베리

### 조연
- 베로니카 라자르
- 레나토 살바토리
- 프레드 그윈
- 토마스 밀리안
- 알리다 발리

## 제작진
- 의상: 리나 넬리 타비아니